# Указ про заборону мечів
Указ про заборону мечів (яп. 廃刀令, はいとうれい, хайто-рей) — закон Японії, що заборонив нетитулованій шляхті, колишнім самураям, носити мечі. Виняток становили військовослужбовці, поліція й учасники урочистих церемоній. Прийнятий 28 березня 1876 року.

## Короткі відомості
На початку реставрації Мейджі в японському уряді тривали дебати про скасування самурайського звичаю носіння мечів. 1869 року експерт Систематизаційного бюро Морі Арінорі запропонував ввести загальну заборону на володіння холодною зброєю для всього населення за винятком військових. Через пасивну позицію подача законопроєкту більшість членів уряду відхилила його. 
1871 року, після ліквідації ханів і заснування префектур, деякі ідеї Морі були втілені в указі про зачіски та мечі, який дозволяв залишати зброю вдома за винятком урочистостей. Втім представники нетитулованої шляхти сідзоку, сформованої з колишніх самураїв, продовжували носити мечі щодня, підкреслюючи свій окремий від простолюдинів соціальний статус. 1873 року, у зв'язку з введенням в дію загальної військової повинності та створення загальнонаціональних збройних сил Японії, уряд вирішив скасувати самурайський звичай остаточно задля профілактики повстань. 1875 року міністр армії Ямаґата Арітомо вніс пропозицію заборонити носіння холодної зброї всім, за винятком військових дійсної служби та поліції. Його проєкт ліг в основу указу про заборону мечів, що був прийнятий 28 березня 1876 року. Офіційно постанова називалася «Заборона носіння мечів за винятком осіб в церемоніальному вбранні, військовій чи поліцейській уніформі»:
Указ скасував привілей нетитулованої шляхти на носіння зброї і урівняв шляхтичів у правах із простолюдинами. Реалізація указу спричинила супротив колишньої самурайської верстви. Він виразився у ряді антиурядових виступів, таких як повстання Ліги Камікадзе 1876 року.